# دوبا
دوبا هي مدينة في تشاد، عاصمة إقليم لوقون الشرقي.

## المواصلات
يخدم المدينة مطار دوبا.

## التركيبة السكانية
| عام  | السكان |
| ---- | ------ |
| 1993 | 17920  |
| 2008 | 25650  |